# Szlak pieszy im. Marii Konopnickiej

Szlak pieszy im. Marii Konopnickiej – niebieski znakowany szlak turystyczny, o długości 16 km.
Szlak wiedzie przez miejscowości związane z pobytem Marii Konopnickiej na ziemi poddębickiej w latach 1862–1872. Szlak ten ma na celu zwiększenie atrakcyjności turystycznej gminy, kultywowanie tradycji i dziedzictwa kulturowego oraz wzbogacanie wiedzy o regionie. Powstał, aby uczcić pamięć pobytu poetki i pisarki - Marii Konopnickiej na ziemi łódzkiej, z okazji jubileuszu 50-lecia jej śmierci. Szlak rozpoczyna się przy obelisku poświęconym poetce, a kończy się w zabytkowym parku dworskim w Bronowie.
Przebieg trasy: Poddębice, Klementów, Chropy, Karnice, Piotrów, Bronów (możliwość kontynuowania wędrówki do Kłódna PKP, Gusina i Świnic Warckich wyznaczonym szlakiem).

## Historia
Szlak turystyczny został wytyczony z okazji rocznicy pobytu poetki na ziemi poddębickiej dzięki zaangażowaniu młodzieży, członków Szkolnego Koła Turystyczno-Krajoznawczego działającego prężnie przy Liceum Ogólnokształcącym im. Marii Konopnickiej w Poddębicach oraz jego opiekunce, polonistce pani Halinie Sławińskiej. Trasę szlaku zatwierdził w 1959 roku Wojewódzki Komitet Kultury Fizycznej i Turystyki w Sieradzu. Przed uroczystym otwarciem szlaku 8 maja 1960 roku wyruszyła niewielka grupa, znakująca trasę szlaku. Tradycją jest coroczny majowy rajd mieszkańców ziemi poddębickiej, który wiedzie tym szlakiem.

## Przebieg szlaku
Szlak rozpoczyna się w Parku Miejskim w Poddębicach przy pamiątkowym głazie wydobytym z ziemi poddębickiej przy budowie tutejszego stadionu sportowego. Obelisk ten upamiętnia setną rocznicę przybycia Marii Konopnickiej w okolice Poddębic do Bronowa w roku 1862. Przytwierdzono doń granitową płytę z fragmentem wiersza poetki pt. ,,W kamieniu polnym".
W kamieniu polnym, co mój grób pokryje,
Niechaj mi kamieniarz lireczkę wyryje...
A niechaj na nim napisu nie kładzie
I niech go w rzędzie nie stawia, ni w ładzie
Tylko w zakątku, gdzie brzoza szum niesie...
Dalej szlak prowadzi przez parkową aleję. Po lewej stronie usytuowany jest jeden z zabytków renesansu w środkowej Polsce - pałac zbudowany w 1610 roku przez Zygmunta Grudzińskiego, wojewodę rawskiego. Z parku przechodzi ulicą Marii Konopnickiej do poddębickiego rynku. Na skrzyżowaniu ulic: Plac Tadeusza Kościuszki i Kaliskiej skręca w lewo do mostu na rzece Ner, a dalej w prawo przez błonia poddębickie, do kładki na pobliskim cieku wodnym nazywanym Korytem Starego Neru. Mija duże wsie - Klementów oraz Chropy. Trzeba przez podwórze gospodarskie należy wyjść na główną drogę i skręcić w prawo do wiaduktu kolejowego na magistrali węglowej. Za wiaduktem ponowny skręt w prawo i wędrówka polną drogą do pobliskiego boru sosnowego, który dalej ustępuje lasowi liściastemu, dąbrowie z niewielką domieszką sosny. Wśród krzewów na szczególną uwagę zasługuje jałowiec, a w runie leśnym ogromne połacie objętej ochroną konwalii. Klucząc po trasie oznaczonej biało-niebieską farbą można podziwiać uroki kompleksu leśnego, słuchać śpiewu ptaków, które upodobały sobie dość rzadką w tutejszym krajobrazie dąbrowę świetlistą. Za lasem szlak prowadzi przez polną drogę. Omija łąki i mokradła po wybranych pokładach torfu porośnięte roślinnością typową dla torfowiska niskiego: bagienną i szuwarową. Przyciągają wzrok łany złocących się kaczeńców i niebieskich niezapominajek. Przez mostek na rowie trasa wiedzie przez rozległe obniżenie obok stawu powstałego po wyrobisku torfu i widocznej z dala zagrody. Wprost na północ leży wieś Piotrów, miejscowość, którą wspomina poetka w "Józiku Srokaczu" i "Ksawerym". Stąd widać już zabudowania Bronowa i niewielki kościół zbudowany w 1980 roku, murowany, kryty blachą, filia parafii w Uniejowie. Ostatni skręt w lewo i ostatnie znaki na schodach prowadzących na ganek dworu od strony elewacji ogrodowej. Tam 14 maja 1960 roku odbyły się uroczystości ku czci Marii Konopnickiej. Otwarto wówczas "kącik pamiątek" - małą ekspozycję ufundowaną przez spółdzielnie łódzkie "Społem", zaś szkole podstawowej nadano imię poetki. Na te uroczystości przybyła jeszcze przy życiu rodzina poetki. Następnego dnia, 15 maja 1960 roku, odbył się pierwszy rajd po wytyczonym szlaku im. Marii Konopnickiej. Wzięło w nim udział ponad stu uczniów. Przez długie lata w planach oddziału miejskiego PTTK w Poddębicach utrzymywała się tradycja corocznego rajdu w maju, w miesiącu urodzin poetki.
Przewiduje się przebudowę istniejącego szlaku. Trasa zostanie zmieniona tak, by przechodziła przez Rezerwat Dąbrowa Napoleonów i omijała tereny podmokłe. Szlak będzie oznakowany jako pieszy z możliwością przejazdu rowerem.

## Obiekty na szlaku

### Poddębice

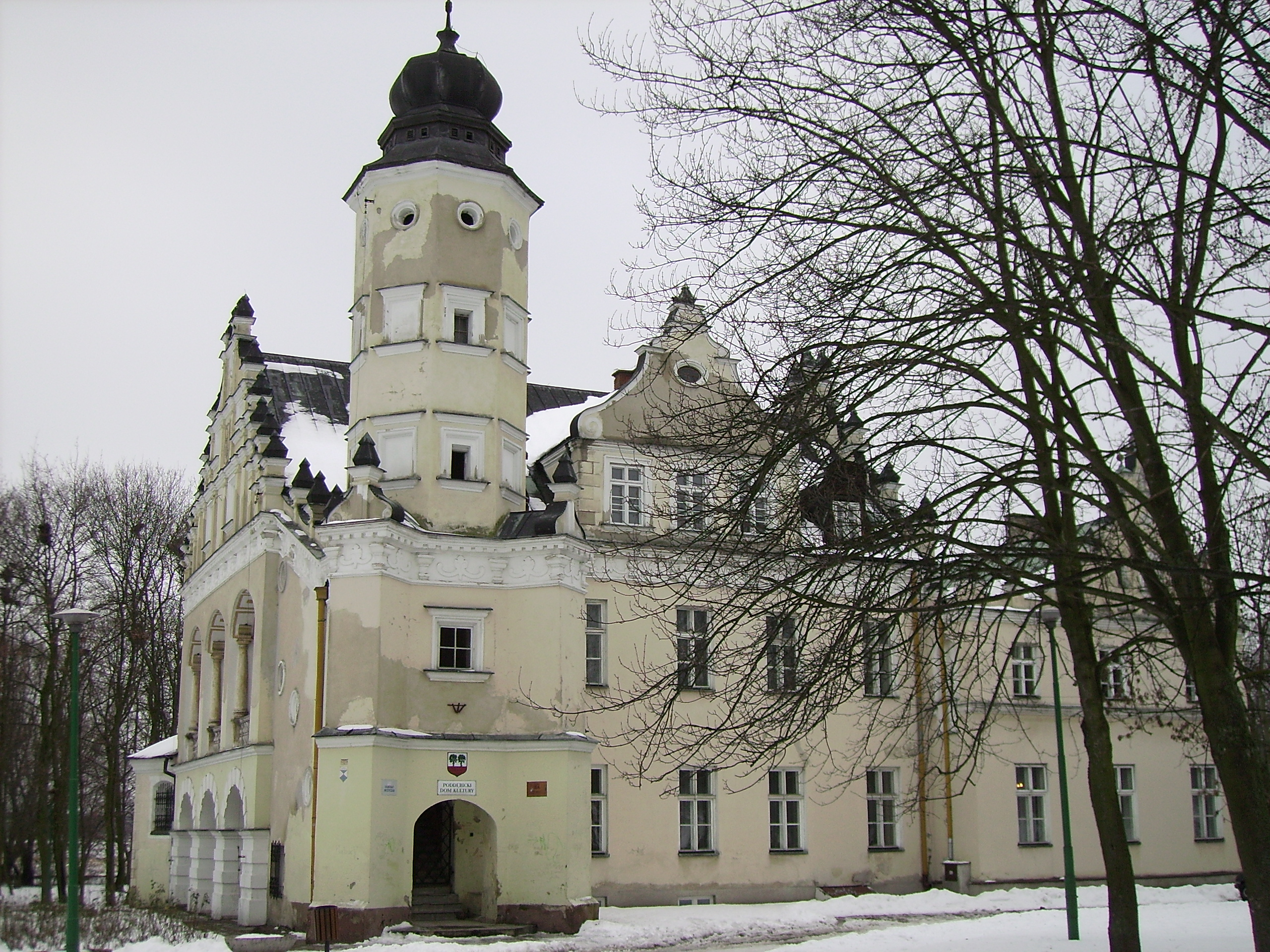
Pałac w Poddębicach

- pałac Grudzińskich wzniesiony przed 1617 z fundacji Zygmunta Grudzińskiego, wojewody rawskiego, jednego z przywódców rokoszu Zebrzydowskiego. Budowę kontynuowała jego żona Barbara z Karśnickich herbu Jastrzębiec (zm. po 1625), a następnie syn Stefan (zm. w 1640), starosta ujski, pilski i bolimowski. Jest to budynek piętrowy o dachu dwuspadowym, zamkniętym z dwóch stron dekoracyjnymi szczytami. Od wschodu do głównego budynku przylega wieża o wysokości 17 metrów. Od zachodu przed 1690 dobudowano ośmioboczną kaplicę z dekoracją wnętrza. Najciekawszym elementem architektonicznym są arkadowe krużganki filarowe, wbudowane w południową elewację pałacu. Loggia, zbudowana około 1750 została ponownie odkryta w 1952. Na uwagę zasługuje sklepienie loggii - krzyżowe z pseudożebrami i dekoracją w postaci wytłaczanych pereł i jajowników z maszkaronami w zwornikach. Na ścianie południowej odkryto spod tynku bardzo interesujące fragmenty dekoracji sgraffitowej o motywach figuralnych. Pałac rozbudowano w XIX w. W pałacowej kaplicy, pokrytej fragmentami XVII-wiecznych fresków, znalazła pomieszczenie izba regionalna. Bogate zdobieniami późnorenesansowych stiuków sklepienie kaplicy przedstawia herby dawnych właścicieli: Pomian, Grzymała, Rola i Jastrzębiec. W izbie mieści się stała wystawa obrazująca dzieje Poddębic i okolicy. 
Setną rocznicę przybycia Marii Konopnickiej do Bronowa upamiętniono w 1962 ustawieniem w pobliżu bramy głazu, pod którym umieszczono garść ziemi z Cmentarza Łyczakowskiego we Lwowie, gdzie poetka została pochowana. W ten sposób spełniono życzenie poetki, tworząc jej grób symboliczny. To symboliczny pomnik z dużego kamienia (7,5 tony) wydobytego z ziemi przy urządzaniu stadionu, a na tablicy umieszczonej na głazie wyryto fragment wiersza pt. "W kamieniu polnym".

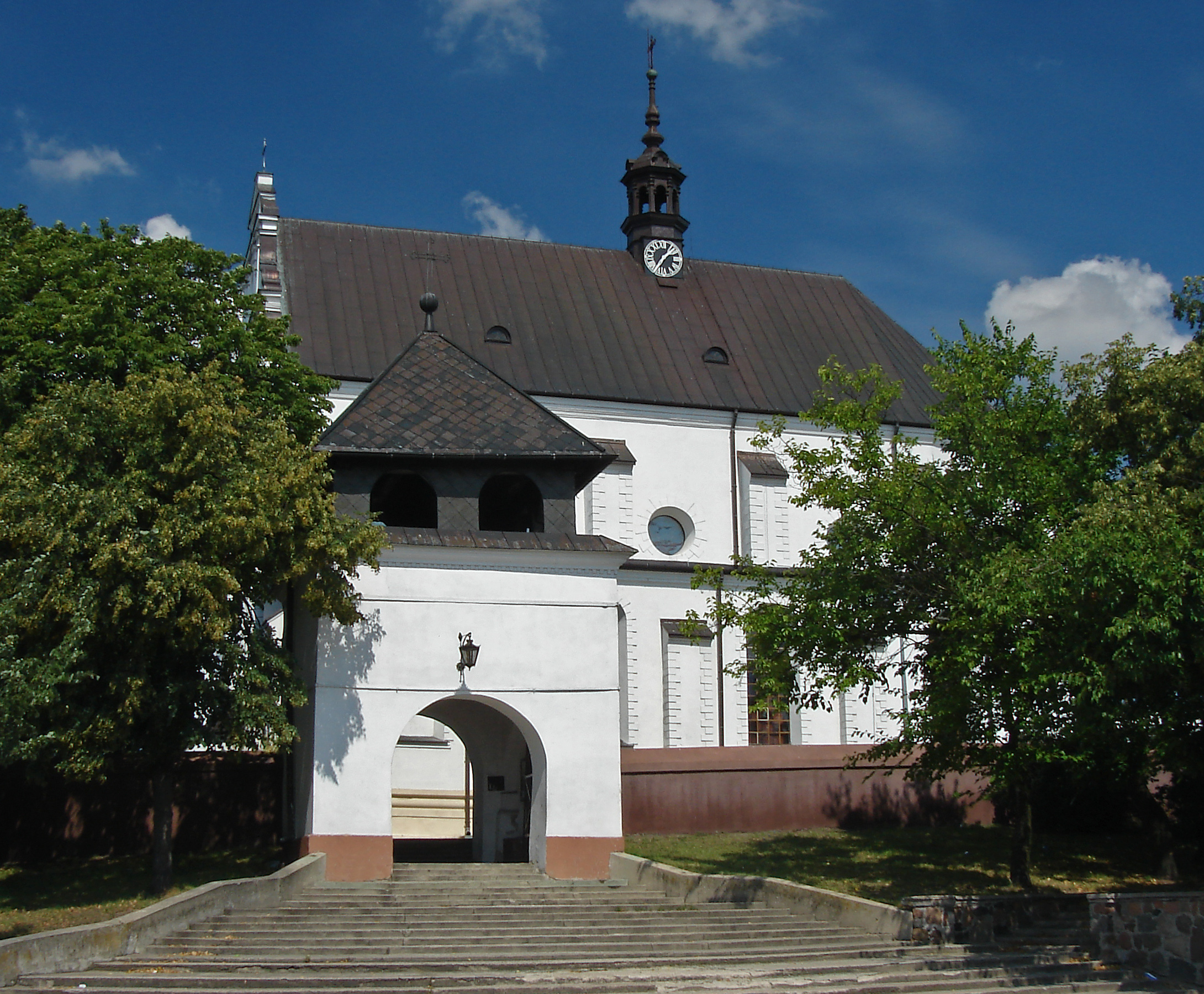
Kościół św. Katarzyny Męczennicy w Poddębicach

- W centrum miasta stoi Kościół św. Katarzyny Męczennicy z około 1610 roku fundowany przez Barbarę z Karśnickich Grudzińską, wzniesiony na miejscu poprzedniego, który już istniał w 1400 roku. Budowę ukończył syn Barbary i Zygmunta wojewody rawskiego, Stefan. Kościół pierwotnie jednonawowy, z nawami dobudowanymi w 1895 roku posiada cechy renesansowej architektury sakralnej. Na uwagę zasługuje stiukowa dekoracja wnętrza, złożona z cienkich wałków i rozet. W kartuszach narożnych monogramy Jezusa i Marii oraz herby fundatorów: Grzymała, Lubicz, Pomian i Poraj. Ołtarz główny z 1 połowy XVII wieku z rzeźbami świętych, wysokiej wartości artystycznej. Ambona intarsjowana z postaciami 4 ewangelistów oraz motywami roślinnymi. Szereg rzeźb i obrazów z XVII wieku do początku XIX wieku. Dzwonnica murowana z XVII wieku.
- Na obrzeżach parku miejskiego, przy ulicy Mickiewicza, stoi kościół ewangelicki, zbudowany w 1871 r. Jest kościołem filialnym parafii ewangelicko-augsburskiej w Łodzi.

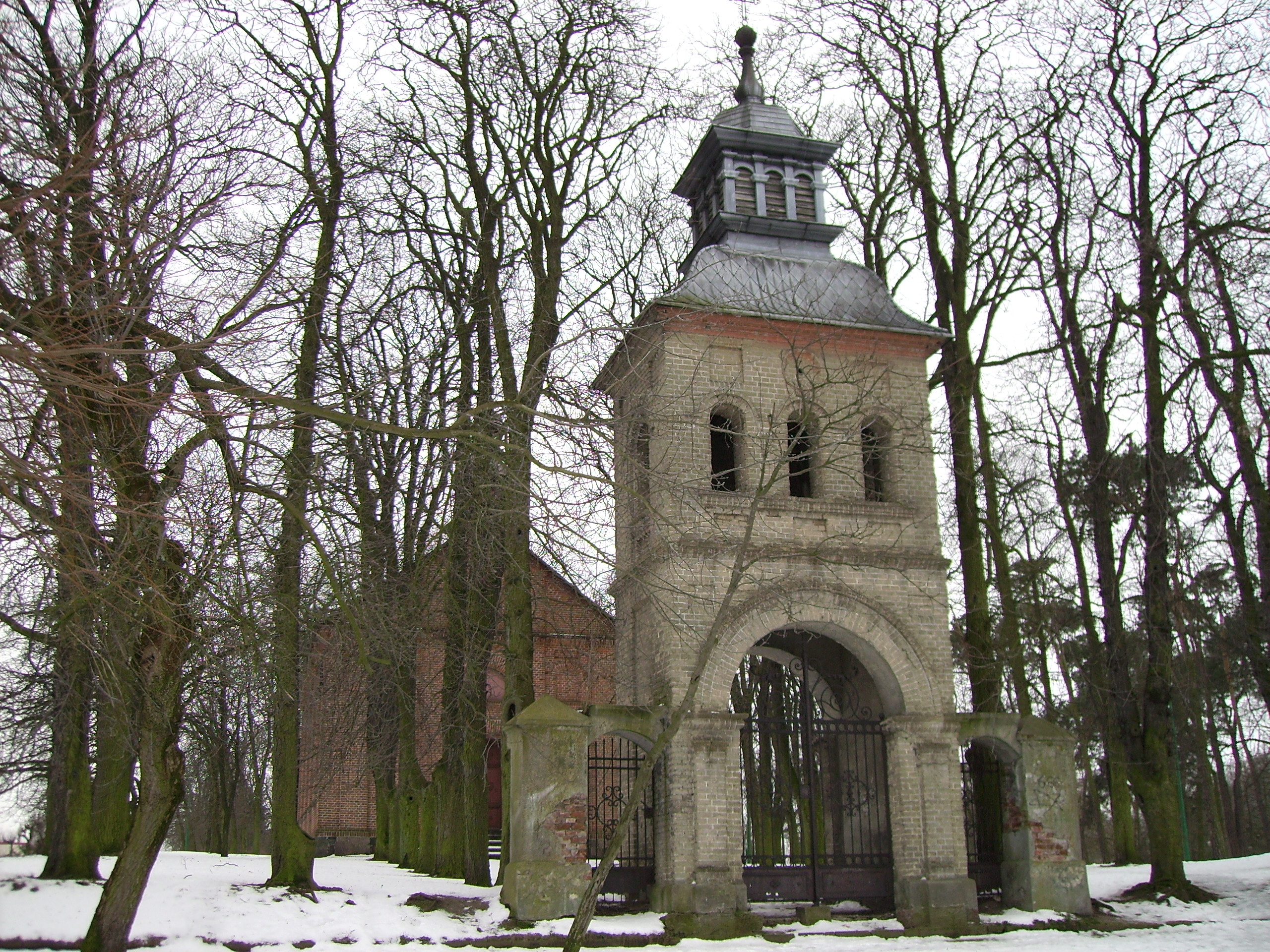
Dzwonnica kościoła ewangelickiego, w głębi kościół ewangelicki

- Wokół pałacu Zygmunta Grudzińskiego znajduje się park przylegający do Neru, o powierzchni 3,6 ha, z pomnikowymi okazami drzew tworzącymi efektowne skupiska. W pn.-zach. części parku wznosi się wyraźny stok porośnięty sosną zwyczajną z domieszką rzadkiego gatunku sosny czarnej. Do niedawna była tu też lipa staruszka o obwodzie pnia prawie 6 m, kępa modrzewia europejskiego, płaczące odmiany wierzby białej, jesionu wyniosłego i brzozy brodawkowatej. Ciekawym fragmentem parku jest wysoka kamienna grota z okazałym jesionem na zapleczu.

### Bronów
- We wsi zachowany dwór z 1902 roku. Od czasu kiedy opuściła go Konopnicka należał do dziedzica Biernacic - Artura Dzierżbickiego. Wtedy też rozebrany został drewniany dwór i na jego miejscu stanął obiekt murowany, który stoi do dziś. Po II wojnie światowej w dworze w Bronowie istniała szkoła. Zaczątki muzeum pojawiły się już w latach 60., kiedy w ganku utworzono kącik pamiątek Marii Konopnickiej, wmurowano pamiątkową tablicę a także nadano szkole imię poetki. 
Stan dworu w Bronowie z roku na rok pogarszał się. Dzięki inicjatywie członków Towarzystwa im. Marii Konpnickiej w 1980 roku rozpoczął się generalny remont obiektu, pierwsze zajęcia szkolne wznowiono po remoncie w roku szkolnym 1984/85, w 1986 utworzone izbę Marii Konopnickiej. 1 września 1995 we dworze działalność rozpoczęło Muzeum Oświatowe, założone przez Wojewódzką Bibliotekę Pedagogiczną, filię w Sieradzu. W muzeum prezentowane są dokumenty, fotografie, utwory poetki, jak również meble i sprzęty. W jednym z pomieszczeń oglądać można stare podręczniki, zeszyty i pomoce szkolne. Organizowane są wystawy czasowe związane z życiem i twórczością Konopnickiej (często wystawiane są prace dzieci). Dwór otacza park, gdzie są liczne pomniki przyrody - jesiony wyniosłe, graby, dąb, topola. Przy dworze znajduje się pomnik Marii Konopnickiej, odsłonięty w dziewięćdziesiątą rocznicę śmierci poetki (2000). Na pomniku znajduje się tablica pamiątkowa z tekstem wiersza, który stanowi nieoficjalne motto każdego mieszkańca ziemi poddębickiej:

A jak ciebie kto zapyta:
Kto ty taki, skąd ty rodem?
Mów, żeś z tego łanu żyta.
Żeś z tych łąk, co pachną
miodem (...)
MARII KONOPNICKIEJ
Poetce niedoli ludu wiejskiego w 90-tą rocznicę śmierci
 - społeczeństwo